# Ain Soukhna
Ain Soukhna (arabsky العين السخنة; v překladu „horký pramen“) je egyptské město nacházející se 55 kilometrů od Suezského průplavu. Jedná se o ke Káhiře nejbližší lázeňskou oblast a některé místní hotely jsou považovány za vůbec nejlepší v oblasti Rudého moře. Turisty je Ain Soukhna oblíbená, protože je ideální pro jednodenní výlet z Káhiry a má velmi krásnou okolní faunu a flóru. Místní pláže a korálové útesy patří spíše k egyptskému průměru.
V okolí se nacházejí kláštery sv. Antonína a sv. Pavla s velkou historickou hodnotou. Svatý Antonín byl synem bohatého kupce, který se rozhodl vzdát veškerého majetku, zasvětil život bohu a odešel do pouště. Svatý Pavel (též Pavel Poustevník) strávil většinou svého života v poušti v klášteře obehnaném vysokými zdi, které sloužily jako obrana před nájezdy beduínů a muslimů.